# Naajaat (Uummannaq)
Naujaat [naːˈjaːt] (nach alter Rechtschreibung Naujât) ist eine wüst gefallene grönländische Siedlung im Distrikt Uummannaq in der Avannaata Kommunia.

## Lage
Naajaat liegt im Südwesten der Insel Qeqertarsuaq zehn Kilometer nordwestlich von Nuugaatsiaq, das auf derselben Insel liegt. Der Ort befindet sich im nördlichen Bereich des Fjordsystems des Karrat Fjords.

## Geschichte
Naajaat existierte nur kurz. Er wurde 1940 besiedelt und hatte anschließend zwischen neun und fünfzehn Bewohner. Bereits 1948 wurde der Wohnplatz wieder aufgegeben.